# Oto (Album)
Ada Trio + Steve Noble: Oto (auch Oto) ist ein Musikalbum des ADA Trios um Peter Brötzmann mit Steve Noble. Die am 20. Februar 2012 im Londoner Cafe Oto entstandenen Aufnahmen erschienen am 3. März 2013 im Eigenverlag Brötzmanns.

## Hintergrund
Ada ist das Trio von Peter Brötzmann mit Fred Lonberg-Holm (Cello, Elektronik) und Paal Nilssen-Love (Schlagzeug).
Obwohl der Saxophonist zuvor beide jüngeren Männer in Duos engagiert hatte, kam das Trio erstmals 2011 auf der Tour des Chicago Tentet zusammen. Jeden Abend agierten verschiedene Teilgruppen der größeren Gruppe als die Vorgruppen zum Hauptereignis. Dieser Auftritt im Café Ada in Brötzmanns Heimatstadt Wuppertal wurde als Ada (Trost, 2011) veröffentlicht und gab der Band ihren Namen. Nach seinem selbstbetitelten Debütalbum legte das Trio zwei weitere Tonträger vor, bei denen jeweils Pat Thomas (am 19. März) und Steve Noble am folgenden Abend als Gastmusiker beteiligt waren. Die beiden Konzerte mit Thomas und Noble fand am Ende einer zehntägigen Europatournee im Rahmen eines zweitägigen Aufenthalts im Café Oto im Norden Londons statt.

## Titelliste
- ADA, Steve Noble – OTO[2]

1. ADA Noble OTO Part 1 39:15
2. ADA Noble OTO Part 2 5:21

## Rezeption
Nach Ansicht von John Sharpe, der das Konzert des ADA Trios in All About Jazz rezensierte, habe sich das Ada Trio als eine der aggressivsten Combos Brötzmanns erwiesen. Mit Nilssen-Love habe er einen der energischsten europäischen Perkussionisten. Der Skandinavier sei ein wahres Kraftpaket mit präziser Artikulation und unglaublicher Geschwindigkeit, der aber auch zu expressionistischer Klangfarbenmanipulation fähig wäre. Dieser würde überzeugende Argumente dafür liefern, als völlig freier Perkussionist zu gelten. Während der Anblick von Lonberg-Holms Cello an klassische Kammerkonzerte denken lasse, wurde diese Vorstellung schnell durch den Halbkreis aus Effektpedalen zu Füßen des Cellisten widerlegt. Tatsächlich schnallte sich der Chicagoer an bestimmten Stellen auch eine E-Gitarre um, was viel mehr auf sein bevorzugtes Klanggebiet hinwies.

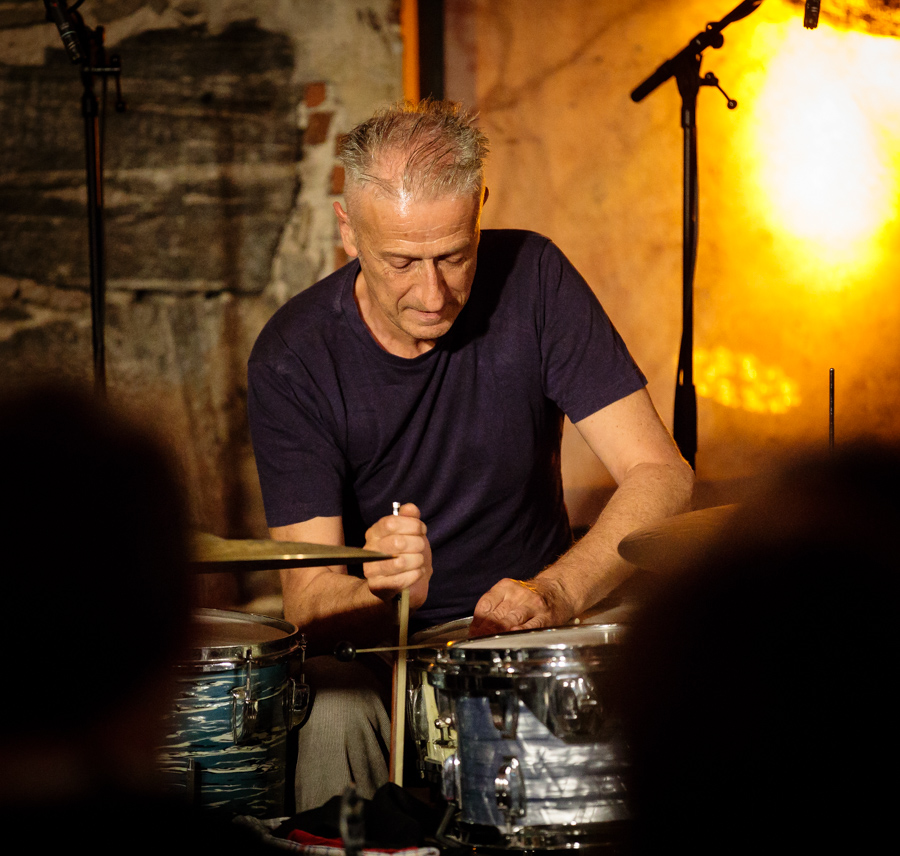
Steve Noble 2017

Brötzmann selbst sei die Naturgewalt geblieben, die man schon an einem einzigen Fanfarenausbruch erkennen konnte, so Sharpe weiter. Sein unverwechselbares, schreiendes Knurren  habe mühelos die unerbittliche Barrikade durchbrochen, die durch die Kombination aus verstärktem Cello und zermalmendem Schlagzeug geschaffen wurde. Obwohl er dank der eigenwilligen Café-Oto-Beleuchtung im Schatten lauerte, erleuchtete sein kläffendes Altissimo und Summen das Geschehen mit Vibrato. Während Lonberg-Holm ohrenbetäubende Bögen und zischende Morsecode-Elektronik überlagerte, spielte der Holzbläser eine mitreißende, langsame Linie auf dem Altsaxophon nebeneinander, was sich als seine Lieblingstaktik herausstellte. Auf der Klarinette würden Brötzmanns durchdringende Obertöne eher an Dudelsäcke erinnern, während er wild kreischend eine Perkussions-Lawine von Nilssen-Love begleitete.
Im zweiten Set war Steve Noble beteiligt, der jedoch neben dem Trio einen eigenen Weg finden musste. Es wurde schnell klar, dass dies nicht die Gelegenheit war, sein Talent zu zeigen, aus einer Reihe ungebundener Becken vielfältige Klänge herauszuholen. Stattdessen sei er dazu gedrängt worden, seine eigenen Kampfmuster in das brodelnde rhythmische Zusammenspiel zu zwingen, während Brötzmann am Tenorsaxophon unbekümmert über dem Geschehen schwebte. Ungeachtet des kompromisslosen Charakters der angebotenen Musik war das volle Haus weiterhin von gespannter Aufmerksamkeit gefesselt. Als die Energie zunahm, habe Lonberg-Holm mit seiner E-Gitarre dem vollen Schlagzeugspiel ein wildes weißes Rauschen hinzugefügt.